# Legionella
Legionella – rodzaj Gram-ujemnej pałeczki, obejmujący gatunki wywołujące legionellozę (chorobę legionistów, gorączkę Pontiac).

## Historia
Powstanie rodziny Legionellaceae miało związek z odkryciem nowego czynnika etiologicznego nietypowego zapalenia płuc odkrytego po epidemii wśród uczestników konwentu Legionu Amerykańskiego zorganizowanego w 1976 roku w Filadelfii. Media nadały temu niezwykłemu zakażeniu nazwę choroby legionistów. Pałeczki będące przyczyną zachorowań zostały wyizolowane i zidentyfikowane w 1977 roku. W badaniach retrospektywnych stwierdzono, że były one odpowiedzialne również za epidemię zachorowań z objawami grypopodobnymi, która miała miejsce w 1968 roku w mieście Pontiac w stanie Michigan, określaną jako gorączka Pontiac. W 1978 roku Brenner i współpracownicy po przeanalizowaniu między innymi wyników badań genetycznych (homologii DNA) zaproponowali utworzenie nowej rodziny Legionellaceae i rodzaju Legionella.

## Charakterystyka
Bakterie z rodzaju Legionella to cienkie, pleomorficzne pałeczki Gram ujemne o wymiarach 0,3–0,9 x 2,0–4,0 μm, posiadające polarnie umieszczone wici w liczbie od 1 do 3. Pałeczka jest trudna do zabarwienia konwencjonalnymi metodami, najlepsze barwienie to wysrebrzanie. Posiada zdolność ruchu. Wydziela katalazę i β-laktamazę. Bakteria niezmiernie wymagająca; najlepsze podłoże hodowlane to agar zawierający wyciąg z drożdży z węglem, zbuforowany do pH 6 i uzupełniony cysteiną. Legionella pneumophila ma wyjątkową zdolność zużywania aminokwasów jako głównego źródła węgla i energii. Do wzrostu niezbędne są: wysokie stężenie dwutlenku węgla (2,5–5%) i wysoka wilgotność, ale nawet w optymalnych warunkach wzrost trwa 2–6 dni. Ich naturalnym rezerwuarem są wody śródlądowe i morskie, głównie w strefach przybrzeżnych gdzie często dochodzi do eutrofizacji. Licznie występują również w glebie i gorących źródłach wody. Liczba gatunków włączanych do rodzaju Legionella stale rośnie, w 1983 roku znano tylko 10 gatunków i 9 grup serologicznych, w 1993 roku ponad 25 gatunków i 48 grup serologicznych, obecnie wyodrębnia się już 50 gatunków i 70 grup serologicznych. Spośród rejestrowanych zachorowań 80-90% wywołanych jest przez gatunek L. pneumophila, w tym 50-75% przez L. pneumophila sg 1, 5-20% zachorowań może być spowodowanych przez L. micdadei, L. longbeache, L. dumofii, L. bozemanii, inne gatunki izolowane są z materiału klinicznego niezmiernie rzadko.

## Czynniki determinujące chorobotwórczość
1. L. pneumophila jest względnie wewnątrzkomórkowym drobnoustrojem; najlepiej poznane czynniki zjadliwości umożliwiają przeżycie i rozmnażanie wewnątrz komórek fagocytarnych.
a. Adhezja. Białka błony zewnętrznej pośredniczą w adhezji i penetracji do makrofagów. Po wchłonięciu Legionella podlega dużym zmianom, które dotyczą ekspresji białek, co odpowiada adaptacji do wewnątrzkomórkowego środowiska.
b. Zdolność do przeżycia wewnątrzkomórkowego. Kilka czynników prawdopodobnie warunkuje odporność na zabijanie wewnątrzkomórkowe.
- toksyna białkowa hamuje "wybuch" tlenowy makrofaga
- katalaza rozkłada resztki nadtlenku wodoru wydzielanego podczas osłabionego "wybuchu" tlenowego
- przed tworzeniem fagolizosomów, jak również przed mechanizmem transportu elektronów odpowiedzialnymi za zakwaszenie fagosomów chroni bliżej nieokreślony czynnik
2. Hamowanie odpowiedzi komórkowej. Jak w przypadku większości organizmów wewnątrzkomórkowych, odpowiedź komórkowa jest niezbędna do eliminacji Legionella. Legionella ma jednakże zdolność obniżania odporności komórkowej. Jeden z możliwych mechanizmów to zahamowanie ekspresji układu zgodności tkankowej MHC-I i MHC-II w fagosomach makrofagów zakażonych przez Legionella. Może to powodować osłabienie prezentacji antygenów wobec komórek pomocniczych T.
3. Wytwarzanie toksyn. Dokładne określenie udziału wielu egzotoksyn (np. hemolizyn, cytotoksyn) i endotoksyn w patogenezie nie zostało zdefiniowane, ale mogą one odgrywać ważną rolę w uszkodzeniu tkanek.

## Legionelloza
Zachorowania wywołane przez pałeczki Legionella określane są jako legionelozy, a najczęściej występujące typy zachorowań to: choroba legionistów (ciężkie zapalenie płuc) i gorączka Pontiac. Postać płucna stanowi od 3 do 8% wszystkich zachorowań wywołanych przez pałeczki Legionella. Towarzyszy jej suchy kaszel, zaburzenia w oddychaniu, temperatura powyżej 40 °C i zaburzenia świadomości. Śmiertelność pacjentów z postacią płucną legionelozy jest bardzo duża, wynosi od 15 do 20%, przy czym szacuje się, że postać ta występuje jedynie u ok. 2% osób narażonych na zakażenie. W przypadku gorączki Pontiac dotychczas nie zanotowano zgonów, wyleczenie następuje samoistnie po 3-5 dniach, nie występują objawy zapalenia płuc. Ta postać legionellozy występuje u ponad 90% eksponowanej populacji. Najbardziej narażoną grupą na wystąpienie postaci płucnej legionelozy są mężczyźni w wieku 40-69 lat, kobiety w wieku 50-69 lat a także – niezależnie od wieku – osoby o obniżonej odporności.

## Zagrożenia i zapobieganie
Sztucznym rezerwuarem tych bakterii są między innymi instalacje wodociągowe ciepłej wody, systemy klimatyzacyjne oraz obiegi wód chłodniczych. Bakterie te mogą kolonizować wewnętrzne części rur z ciepłą wodą, zbiorniki na ciepłą wodę, perlatory zaworów czerpalnych (w tym głowice natryskowe pryszniców). Właśnie w takich systemach wodociągowych na początku grudnia 2008 r. wykryto bakterie Legionelli w szczecińskim szpitalu w Zdrojach oraz w marcu 2009 r. w akademikach SGH w Warszawie.
Występowaniu i namnażaniu się tych bakterii w instalacjach wodnych sprzyjają różne czynniki. Największe ryzyko występowania i namnażania bakterii z rodzaju Legionella w instalacjach wodociągowych związane jest z instalacjami wody ciepłej. Temperatura zbliżona do 40 °C, brak recyrkulacji, obecność osadów, biofilmu, stwarzają warunki sprzyjające rozwojowi pałeczek Legionella. Główne miejsca występowania tych mikroorganizmów to: zbiorniki akumulacyjne ciepłej wody, osady w separatorach i odmulaczach, ślepe odcinki sieci, a także elementy instalacji pokryte osadem wapiennym, kamieniem kotłowym takie jak: prysznice, wylewki baterii, nasadki sitkowe baterii umywalkowych. Pałeczki Legionella były izolowane z systemów wody ciepłej o temperaturze nawet do 66 °C, jednak najintensywniej zasiedlane są instalacje zasilane wodą o temperaturze 40 °C. Liczba pałeczek Legionella w wodzie ciepłej często sięga poziomu do 1000jtk/100 ml, a w osadach ich koncentracja może wynosić ponad 10000 jtk/100 ml. W systemach dystrybucji wody pałeczki Legionella wchodzą w skład biofilmu powstającego na wewnętrznych powierzchniach rur i elementów urządzeń kontaktujących się z wodą, a ich namnażaniu sprzyja korozja oraz obecność osadów i pierwotniaków. Biofilm może stanowić źródło zanieczyszczenia bakteriami z rodzaju Legionella, które mogą być uwalniane do wody w przypadku naruszenia ciągłości jego struktury. Otoczony jest glikokaliksem, który umożliwia przytwierdzenie do podłoża, a także zapewnia wysoką odporność na działanie czynników zewnętrznych, na przykład substancji dezynfekujących. We wnętrzu biofilmu nigdy nie znajduje się jeden gatunek bakterii. Z reguły jest on mieszkaniem dla kilku ich rodzajów, dlatego jego obecność w instalacjach wodnych może być szczególnie niebezpieczna dla człowieka. Przyjmuje się, że 95% drobnoustrojów w środowisku za podstawową formę bytowania przyjmuje formę błony biologicznej. Aby skutecznie usunąć Legionelle z instalacji należy pozbyć się biofilmu. Zabicie samych bakterii często nie wystarcza, gdyż wracają one ponownie. Usunięcie ich naturalnego środowiska życia umożliwia oczyszczenie instalacji oraz zabezpieczenie przed ich powrotem. Skażenie systemów instalacji wodnej może być sporadyczne (okresowe), gdy dotyczy ono np. tylko fragmentu armatury, uszczelki czy główki prysznica lub stałe, gdy w punktach centralnych instalacji istnieją miejsca gdzie bakterie z rodzaju Legionella znalazły swoje nisze ekologiczne, w których namnażają się i skąd ciągle są wypłukiwane. Doskonałe warunki dla rozwoju tych bakterii istnieją w długich i rozgałęzionych sieciach wody ciepłej w dużych budynkach użyteczności publicznej, w tym w obiektach służby zdrowia takich jak szpitale, sanatoria czy domy opieki. Dużym problemem są źle zaprojektowane wewnętrzne instalacje wodne. Kotłownie zapewniające przygotowanie ciepłej wody użytkowej wyposaża się w pojemnościowe, najczęściej pionowe podgrzewacze, niekiedy o dużych objętościach. Mankamentem tego rozwiązania może być nierównomierny rozkład i uwarstwienie temperatury podgrzanej wody. W dolnej i środkowej części takiego podgrzewacza temperatura bywa rzędu +35 °C do +40 °C, co sprzyja rozwojowi flory bakteryjnej.
Jedna z podstawowych zasad dostosowania instalacji ciepłej wody do działań zmniejszających ryzyko zakażenia bakteriami Legionella zapisana jest w Rozporządzeniu Ministra Infrastruktury z dnia 12.04.2002 r. w sprawie warunków technicznych, jakim powinny odpowiadać budynki i ich usytuowanie. § 120 ust. 2 tego aktu brzmi: "Instalacja wodociągowa ciepłej wody powinna umożliwiać uzyskanie w punktach czerpalnych wody o temperaturze nie niższej niż 55 °C i nie wyższej niż 60 °C." w ust. 2a brzmi: " Instalacja wodociągowa ciepłej wody powinna umożliwiać przeprowadzanie ciągłej lub okresowej dezynfekcji metodą chemiczną lub fizyczną (w tym okresowe stosowanie metody dezynfekcji cieplnej), bez obniżania trwałości instalacji i zastosowanych w niej wyrobów. Do przeprowadzenia dezynfekcji cieplnej niezbędne jest zapewnienie uzyskania w punktach czerpalnych temperatury wody nie niższej niż 70 °C i nie wyższej niż 80 °C." Należy nadmienić, że bakterie Legionella w temperaturach wyższych niż +60 °C nie tylko się nie namnażają, ale szybko giną. Przeciwdziałanie zagrożeniom infekcyjnym spowodowanym przez bakterie Legionella wymaga przestrzegania określonych zasad postępowania zarówno w okresie projektowania i doboru urządzeń, jak również przy ich eksploatacji.
W Polsce obowiązek rejestracji legionellozy został wprowadzony na mocy Ustawy o chorobach zakaźnych i zakażeniach (Dz.U. z 2001 r. nr 126, poz. 1384). Z dniem 1 stycznia 2009 r. ustawa ta została zastąpiona przez Ustawę o zapobieganiu oraz zwalczaniu zakażeń i chorób zakaźnych u ludzi (Dz.U. z 2023 r. poz. 1284). Utrzymała ona konieczność zgłaszania zachorowań, a legioneloza wymieniona została w pozycji 28. załącznika do ustawy obejmującego wykaz zakażeń i chorób zakaźnych.
W celu monitorowania stanu instalacji wodnych i klimatyzacyjnych należy przeprowadzać systematyczne badania polegające na wykrywaniu bakterii z rodzaju Legionella. Najpowszechniej obecnie stosowane metody to metody hodowlane, metody molekularne (PCR) głównie stosuje się w badaniach klinicznych.
Dz.U. z 2017 r. poz. 2294 - Wymagania mikrobiologiczne, jakim powinna odpowiadać ciepła woda: Legionella sp < 100 [jtk] w 100 ml objętości próbki. Obecność pałeczek Legionella sp. należy badać w ciepłej wodzie w budynkach zamieszkania zbiorowego i zakładach opieki zdrowotnej zamkniętej (od dnia 1 stycznia 2008 r.). W zakładach opieki zdrowotnej zamkniętej na oddziałach, w których przebywają pacjenci o obniżonej odporności, w tym objęci leczeniem immunosupresyjnym, pałeczki Legionella sp. powinny być nieobecne w próbce wody o objętości 1000 ml.